# Trichocontoderes setosus
Trichocontoderes setosus là một loài bọ cánh cứng trong họ Cerambycidae.